# Michael Hepburn
Pour les articles homonymes, voir Hepburn.
Michael Hepburn (né le 17 août 1991 à Brisbane) est un coureur cycliste australien, membre de l'équipe Jayco AlUla. Il a remporté deux titres de champion du monde de poursuite individuelle en 2012 et 2013 et quatre titres de champion du monde de poursuite par équipes en 2010, 2011, 2013 et 2016.

## Biographie
De février 2009 à février 2010, il est détenteur du record du monde de poursuite individuelle chez les juniors, en 3 minutes 16,385 secondes. Ce record a été battu depuis par son compatriote Dale Parker en 3 minutes 13,958 secondes.

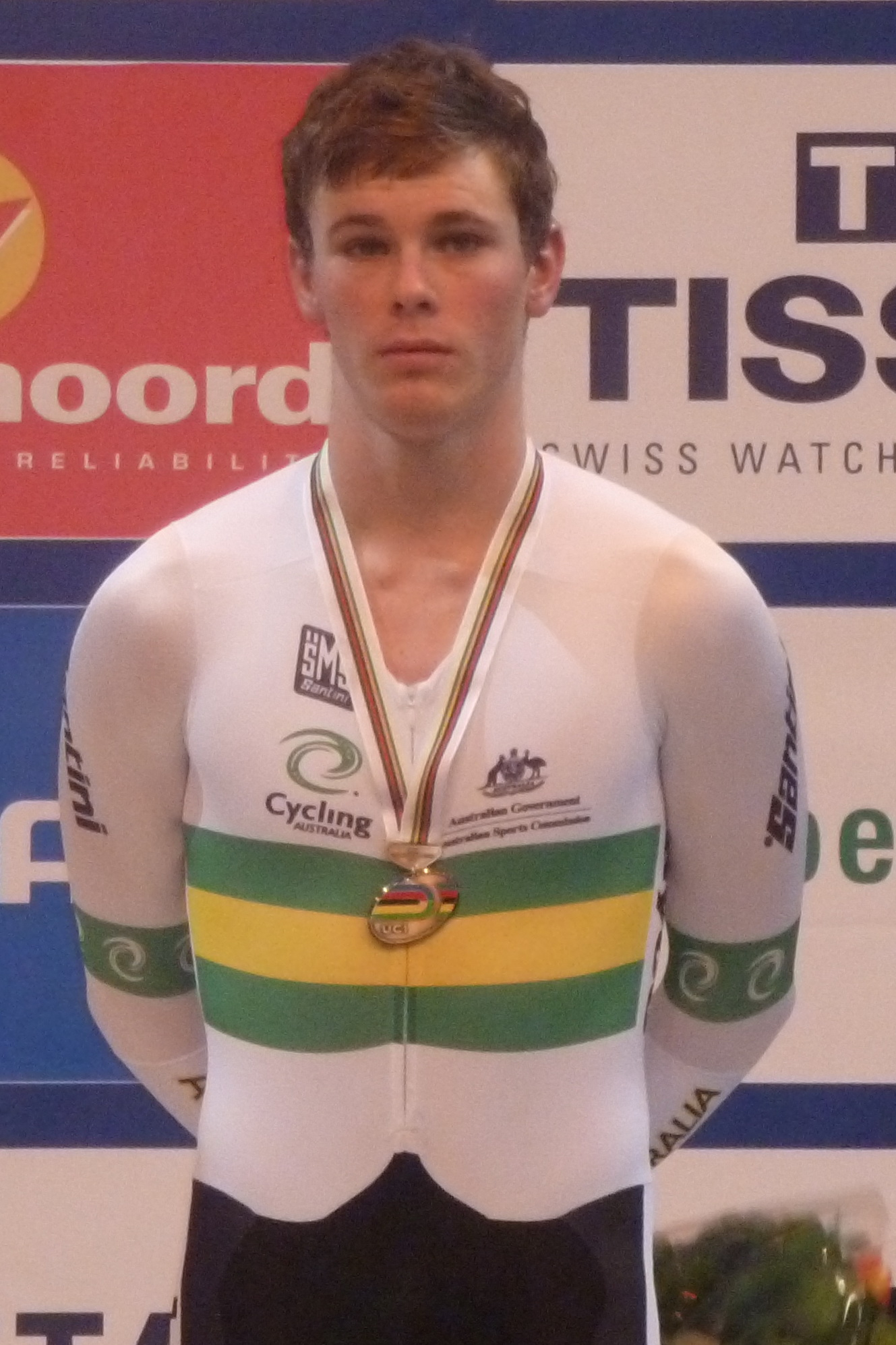
Michael Hepburn lors des championnats du monde de cyclisme sur piste 2011.

En 2010 et 2011, il est champion du monde de poursuite par équipes.
En 2012, il est recruté par la nouvelle équipe australienne Orica-GreenEDGE, qui intègre le WorldTour dès sa création. Il continue de courir essentiellement sur piste. Aux championnats du monde à Melbourne, il devient champion du monde de poursuite individuelle en battant en finale Jack Bobridge. Avec ce dernier, Glenn O'Shea et Rohan Dennis, il est médaillé d'argent de la poursuite par équipes, en étant battus en finale par l'équipe britannique, qui établit à cette occasion un nouveau record du monde. En août, aux Jeux olympiques de Londres, Bobridge, O'Shea, Dennis et Hepburn sont à nouveau médaillé d'argent en poursuite par équipes. Ils sont battus en finale par l'équipe britannique, qui bat à nouveau le record du monde.
En 2013, à Minsk, Hepburn conserve son titre de champion du monde de poursuite. Il réalise un doublé en s'imposant en poursuite par équipes, avec Alexander Edmondson, Glenn O'Shea et Alexander Morgan. En septembre, il est avec ses coéquipiers d'Orica-GreenEDGE médaillé d'argent du championnat du monde du contre-la-montre par équipes, battu par l'équipe belge Omega Pharma-Quick Step. Il est deuxième du Duo normand la semaine suivante, associé à Jens Mouris. Le contrat qui le lie à l'équipe est prolongé pour les deux années suivantes.
Durant l'hiver 2013-2014, Hepburn se détourne de la piste pour se consacrer exclusivement à la route, pour la première fois de sa carrière. En janvier, il devient champion d'Australie du contre-la-montre, devançant le tenant du titre, son coéquipier Luke Durbridge. Le mois suivant, il gagne le contre-la-montre du Tour du Qatar, en battant des spécialistes reconnus, notamment Fabian Cancellara et Lars Boom. Il participe au Tour d'Italie, où Orica-GreenEDGE a pour principal objectif de remporter la première étape, un contre-la-montre par équipes,. Ce but est atteint, l'équipe devançant Omega Pharma-Quick Step et BMC Racing. Hepburn joue ensuite un rôle d'équipier, notamment pour Michael Matthews, porteur du maillot rose et vainqueur de la sixième étape. Il est l'un des deux seuls coureurs de l'équipe parvenant au terme de la course, à la 154e place du classement général. En juillet, il représente l'Australie aux Jeux du Commonwealth, où il est sixième du contre-la-montre. En septembre, avec Orica-GreenEDGE, il est médaillé d'argent du championnat du monde du contre-la-montre par équipes, cette fois derrière l'équipe BMC Racing.
À la fin de la saison 2015, il prolonge de deux ans son contrat avec la formation Orica-GreenEDGE.
En octobre 2020, il fait partie de l'équipe Mitchelton-Scott pour le Tour d'Italie. Quelques jours après un test positif au SARS-CoV-2 de son chef de file Simon Yates, quatre personnes de l'encadrement de la formation australienne le sont aussi. L'ensemble de l'équipe décide alors d'abandonner ce Giro avant le départ de la dixième étape.
À la fin de la saison 2021, il prolonge de deux ans son contrat avec son équipe.
En octobre 2023, une nouvelle extension de deux ans de son contrat est annoncée.

## Palmarès sur route

### Palmarès amateur
- 2008
  - 5e étape du Tour de Tasmanie
- 2009
  - 11e et 12e étapes du Tour of the Murray River
- 2010
  -  Champion d'Australie sur route espoirs
  - 1re étape du Tour de Thuringe (contre-la-montre par équipes)
  - 3e du Rogaland Grand Prix
- 2011
  - 2e étape du Tour de Norvège
  - 2e étape du Tour de Thuringe (contre-la-montre par équipes)
  - Prologue et 3e étape du Tour de l'Avenir
  - 2e du championnat d'Australie du contre-la-montre espoirs
  - 2e du Gran Premio della Liberazione
  -  Médaillé de bronze du championnat du monde du contre-la-montre espoirs

### Palmarès professionnel
- 2013
  -  Médaillé d'argent au championnat du monde du contre-la-montre par équipes
  - 2e du Duo normand (avec Jens Mouris)
- 2014
  -  Champion d'Australie du contre-la-montre
  - 3e étape du Tour du Qatar (contre-la-montre)
  - 1re étape du Tour d'Italie (contre-la-montre par équipes)
  -  Médaillé d'argent au championnat du monde du contre-la-montre par équipes
- 2015
  -  Champion d'Océanie du contre-la-montre
  - 3e de la Mitchelton Bay Classic
- 2016
  -  Médaillé de bronze au championnat du monde du contre-la-montre par équipes
- 2017
  - 2e étape de la Mitchelton Bay Classic
- 2020
  - 1re étape du Czech Cycling Tour (contre-la-montre par équipes)
- 2024
  - 1re étape du Tour de Slovaquie (contre-la-montre par équipes)
  - 3e du championnat d'Australie du contre-la-montre

### Résultats sur les grands tours

#### Tour de France
2 participations
- 2018 : 117e
- 2019 : 146e

#### Tour d'Italie
10 participations
- 2014 : 154e, vainqueur de la 1re étape (contre-la-montre par équipes)
- 2015 : 160e, vainqueur de la 1re étape (contre-la-montre par équipes)
- 2016 : 150e
- 2017 : 122e
- 2020 : non-partant (10e étape)
- 2021 : 120e
- 2022 : 112e
- 2023 : 77e
- 2024 : 115e
- 2025 : 143e

#### Tour d'Espagne
2 participations
- 2022 : 118e
- 2023 : abandon (6e étape)

### Classements mondiaux
| Année                                 | 2010 | 2011 | 2012 | 2013 | 2014 | 2015 | 2016 | 2017  | 2018  | 2019 | 2020 | 2021 | 2022  | 2023  | 2024  |
| ------------------------------------- | ---- | ---- | ---- | ---- | ---- | ---- | ---- | ----- | ----- | ---- | ---- | ---- | ----- | ----- | ----- |
| UCI World Tour                        |      |      | nc   | nc   | nc   | nc   | nc   | 355e  | 385e  |      |      |      |       |       |       |
| Classement mondial                    |      |      |      |      |      |      | nc   | 847e  | 1053e | 937e | 927e | nc   | 2286e | 1175e | 1674e |
| UCI Europe Tour                       | 566e | 160e |      |      |      |      | nc   | 1339e | 1261e |      |      |      |       |       |       |
| UCI Asia Tour                         | nc   | nc   |      |      |      |      | nc   | 209e  | nc    |      |      |      |       |       |       |
| UCI Oceania Tour                      | nc   | nc   |      |      |      |      | nc   | 48e   | nc    | 57e  | 51e  | nc   | 99e   | 66e   | nc    |
|                                       |      |      |      |      |      |      |      |       |       |      |      |      |       |       |       |
| Légende : nc = non classéSource : UCI |      |      |      |      |      |      |      |       |       |      |      |      |       |       |       |

## Palmarès sur piste

### Jeux olympiques
- Londres 2012
  -   Médaillé d'argent de la poursuite par équipes (avec Jack Bobridge, Glenn O'Shea et Rohan Dennis)
- Rio 2016
  -  Médaillé d'argent de la poursuite par équipes

### Championnats du monde
- Ballerup 2010
  -  Champion du monde de poursuite par équipes (avec Cameron Meyer, Jack Bobridge et Rohan Dennis)
- Apeldoorn 2011
  -  Champion du monde de poursuite par équipes (avec Luke Durbridge, Rohan Dennis et Jack Bobridge)
  -  Médaillé de bronze de la poursuite individuelle
- Melbourne 2012
  -  Champion du monde de poursuite individuelle
  -  Médaillé d'argent de la poursuite par équipes
- Minsk 2013
  -  Champion du monde de poursuite individuelle
  -  Champion du monde de poursuite par équipes (avec Alexander Edmondson, Glenn O'Shea et Alexander Morgan)
- Londres 2016
  -  Champion du monde de poursuite par équipes (avec Sam Welsford, Luke Davison, Callum Scotson, Miles Scotson et Alexander Porter)
  - 8e de la poursuite individuelle

### Championnats du monde juniors
- Moscou 2009
  -  Champion du monde de poursuite individuelle juniors
  -  Médaillé d'argent de la poursuite par équipes juniors

### Coupe du monde
- 2009-2010
  - 1er de la poursuite par équipes à Melbourne (avec Luke Durbridge, Rohan Dennis et Cameron Meyer)
  - 1er de la poursuite par équipes à Pékin (avec Leigh Howard, Luke Durbridge et Cameron Meyer)
  - 2e de la poursuite à Pékin
- 2010-2011 
  - 1er de la poursuite par équipes à Melbourne (avec Jack Bobridge, Leigh Howard et Cameron Meyer)
- 2011-2012
  - 2e de la poursuite par équipes à Cali
- 2015-2016 
  - 1er de la poursuite par équipes à Cambridge (avec Jack Bobridge, Luke Davison et Alexander Edmondson)

### Jeux du Commonwealth
- New Delhi 2010
  -  Médaillé d'or de la poursuite par équipes (avec Michael Freiberg, Jack Bobridge et Dale Parker)
  -  Médaillé de bronze de la poursuite

### Championnats d'Océanie
| Édition / Épreuve | Poursuite individuelle | Poursuite par équipes                                  |
| Adélaïde 2010     | Or                     | Or (avec Jack Bobridge, Leigh Howard et Cameron Meyer) |

### Championnats nationaux
- 2009
  -  Champion d'Australie de poursuite individuelle juniors
  -  Champion d'Australie de poursuite par équipes juniors (avec Jordan Kerby, Mitchell Mulhern et Thomas Richards)
  -  Champion d'Australie de l'omnium juniors
  - 2e du championnat d'Australie du kilomètre juniors
- 2010
  -  Champion d'Australie de l'omnium
- 2011
  - 2e du championnat d'Australie de poursuite par équipes
  - 3e du championnat d'Australie de poursuite
  - 3e du championnat d'Australie de course aux points
- 2012
  -  Champion d'Australie de poursuite individuelle
  - 2e du championnat d'Australie de poursuite par équipes
- 2013
  -  Champion d'Australie de poursuite individuelle